# لويس كارول

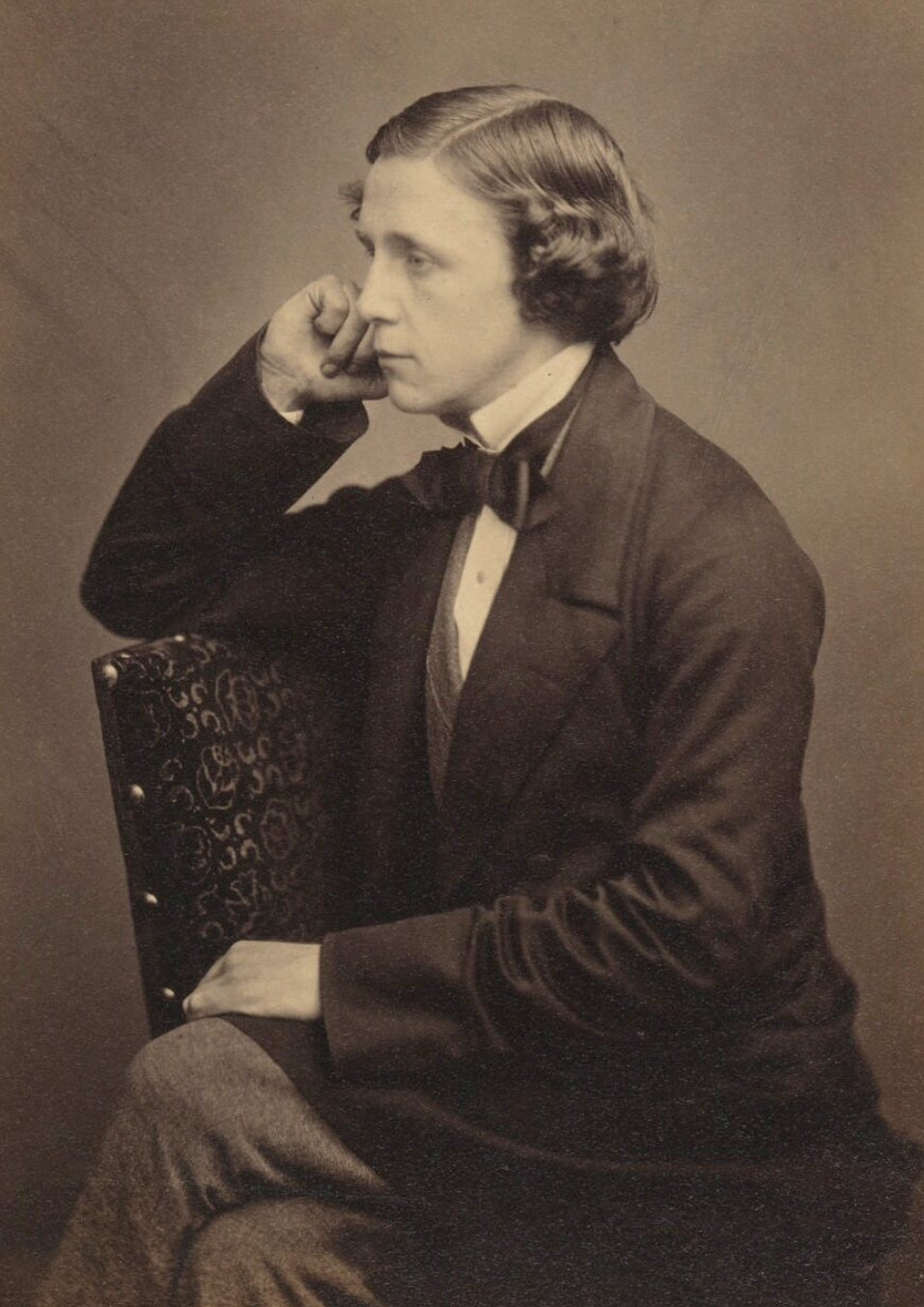
لويس كارول

لويس كارول (بالإنجليزية: Lewis Carroll) ‏(27 يناير 1832 - 14 يناير 1898) هو الاسم المستعار للكاتب وعالم الرياضيات والمصور الفوتوغرافي الإنجليزي تشارلز لوتويدج دودسن.
أشهر عملين ألفهما الكاتب هما مغامرات أليس في بلاد العجائب (1865) وتتمته عبر المرآة (1871). ويقرأ الكثيرون في مختلف أرجاء المعمورة هذين الكتابين. وترجم الكتاب الأول الذي يسمى عادة أليس في بلاد العجائب إلى أكثر من 30 لغة، من بينها العربية والصينية. كما أعد هذا الكتاب على طريقة بريل حتى يستطيع المكفوفون قراءته والاستمتاع به.
ألف كارول الكتابين لإمتاع الأطفال، غير أن البالغين أيضًا يتمتعون بالدعابة والشخصيات الخيالية والمغامرات الواردة في القصص. وعُني العلماء بدراسة الكتابين للتوصل لمعاني أشياء بدت وكأنها بلا معانٍ.

## حياته
ولد كارول في ديرسبيري في شيشاير بإنجلترا في 27 يناير 1832، وتخرج في كلية كريست تشيرش بجامعة أكسفورد في عام 1854م، وبدأ في تدريس الرياضيات في الكلية نفسها في عام 1855، وقضى معظم حياته في هذه المهنة. وتم ترسيمه شمَّاسًا (من ألقاب الكنيسة) في كنيسة إنجلترا في عام 1861 وتوفي في 14 يناير 1898.

## كتابا أليس
كان كارول يستمتع بصحبة الأطفال. وابتدع شخصية أليس ليسرِّي عن فتاة صغيرة تدعى أليس ليديل ابنة عميد كلية كريست تشيرش. ففي 4 يوليو 1862، ذهب كارول في رحلة تجديف على نهر إيزيز مع أليس ليديل واثنتين من شقيقاتها، وبدأ في حكاية قصة أليس في ذلك اليوم. وفي وقت لاحق، كتب القصة وأطلق عليها اسم مغامرات أليس تحت الأرض، ثم وسع القصة فظهرت في حجمها الذي نشر في عام 1865.
تحكي قصة أليس في بلاد العجائب مغامرات فتاة صغيرة في عالم خيالي تحت الأرض. وتهبط أليس في بلاد العجائب بعد سقوطها عبر حفرة، أثناء تعقبها لأرنب، وتلتقي بالعديد من الشخصيات الغريبة من بينها قطة شيشاير وصانع القبعات المجنون وملكة القلوب والسلحفاة الزائفة.
وأضافت قصة عبر المرآة (1871)، شخصيات جديدة من بينها التنين التمتام المرعب والتوأمان السخيفان تويدل دم وتويدل دي، والقط والنجار. ورسم السير جون تنيل رسومات توضيحية لكلا الكتابين، وأصبحت رسوماته شهيرة شهرة القصة نفسها.

## أعمال أخرى
كتب كارول أيضًا قصة خيالية بعنوان سيلفي وبرونو في قالب شعري ونثري في جزءين عام 1889 و1893. وتحكي قصيدة له بعنوان اصطياد سنارك (1876) قصة مصرفي وخباز وقندس وقارع ناقوس وشخصيات أخرى طريفة خلال البحث عن سنارك وهو حيوان لا وجود له. كتب كارول عدة كتب في الرياضيات تحت اسمه الحقيقي منها مذكرات حول أول كتابين لأوكليد (1860)؛ كوريوسا ماثيماتيكا في جزءين (1888) و (1894). وبجانب هذا، كان كارول مصورًا بارعًا.

## عمله الرياضي
عمل كارول ضمن مجال الرياضيات في فروع الهندسة الرياضية والجبر الخطي وجبر المصفوفات والمنطق الرياضي والرياضيات المسلية وكتب عدداً من الكتب مستخدماً اسمه الحقيقي. كما طوّر أفكاراً جديدة في مجال الجبر الخطي (أول برهان مطبوع لمبرهنة روشيه-كابيلي) والاحتمالات ودراسة الانتخابات حيث اقترح نظام انتخابي يزيد من طريقة كوندورسيه ودراسة اللجان، ولم يتم نشر بعض أعماله إلا عقب وفاته. ومن الناحية المادية فقد أعانه عمله محاضراً رياضياً في كلية كنيسة المسيح بجامعة أوكسفورد.
حظيت أعماله الرياضية باهتمام متجدد خلال أواخر القرن العشرين. كتاب مارتن غاردنر حول آلات المنطق ورسوماته ومنشور وليام وارين بارتلي للجزء الثاني من كتاب المنطق الترميزي لكارول الصادر بعد الوفاة أدت إلى إعادة تقييم مساهمات كارول في مجال المنطق الترميزي.